# Escut de la República Àrab Sahrauí Democràtica
L'escut de la República Àrab Sahrauí Democràtica és un símbol creat pel Front Polisario, el moviment d'alliberament nacional del Sàhara Occidental. El Front Polisario va proclamar la República Àrab Sahrauí Democràtica el 27 de febrer de 1976, i tant la bandera com l'escut d'armes van ser adoptats com a símbols estatals.
El territori del Sàhara Occidental és un territori en disputa, reclamat per:
- Marroc, que controla i administra aproximadament el 80% del territori. Actualment, s'utilitzen els escuts d'armes de les regions marroquines del Sàhara Occidental en aquesta part del Sàhara Occidental.
- El Front Polisario i el govern a l'exili del República Àrab Sahrauí Democràtica o SADR reclamen la independència del territori. Tots dos utilitzen l'escut d'armes de la República Àrab Sahrauí Democràtica.

## Descripció
L'escut mostra dos fusells travessats amb una bandera de la República Àrab Sahrauí Democràtica que penja de cadascun delsmàusers. Centrat sobre els fusells, es troba una lluna quart creixent i una estrella, que forman part de la simbologia islàmica i àrab. Envoltant les armes i la lluna, hi ha dues branques d'oliva, una en cada costat. A baix hi ha escrit en àrab el lema Polisario "حرية ديمقراطية وحدة" (en català: "Llibertat, democràcia, unitat") en negre sobre una pancarta vermella. Fins que al juny de 1991 va ser modificat, l'escut també contenia un martell entre els rifles.

## Història

Escut d'armes del Sàhara Espanyol

A finals del segle xix, el Sàhara Occidental es va convertir formalment en una colònia espanyola. Després de la pressió de la Marxa Verd i de l'Acord tripartit de Madrid de 1975, Espanya es va desvincular unilateralment deixant el territori al Marroc i Mauritània, que va partir el territori, donant-ne dos terços al Marroc, en un moviment que no va ser reconegut per l'ONU. El Front Polisario va refusar aquest moviment il·legal i va declarar, al poble de Bir Lahlu, la República Àrab Sahrauí Democràtica (RASD) com l'estat que representa el Sàhara Occidental independent.
Al 1979, Mauritània va signar un tractat de pau amb el Front Polisario, i Marroc es va annexionar la part anteriorment controlada per Mauritània. Al 1991, es va signar una alto al foc, impulsat per l'ONU, entre els dos partits, però la sobirania del territori va quedar no resolta, a l'espera del resultat d'un diàleg per la pau.

### Escut d'armes del Sàhara espanyol
L'escut d'armes de Laâyoune o El Aaiún va ser utilitzat per la colònia espanyola del Sàhara Espanyol. Va ser concedit pel Govern espanyol (Presidència del Govern). L'Ordre del 25 d'octubre de 1955 va ser publicat en el BOE Nr. 334 el 30 de novembre de 1955. El seu blasó diu: De sinople o verde: la banda ondeada, representando el agua, de plata y azur; en jefe, la palmera, de su color; y, en punta, la cabeza de camello, al natural. Bordura, de gules, cuatro castillos de oro, mazonados, alternando con cuatro leones de plata. És a dir: De sinople o verd: la banda onejada, que representa l'aigua, platajada i d'atzur; a sobre, la palmera, del seu color; i a sota, el cap d'un camell, al natural. A la bordura, en gules, quatre castells d'or, i quatre lleons de plata.